# Niccolò di Pietro Gerini

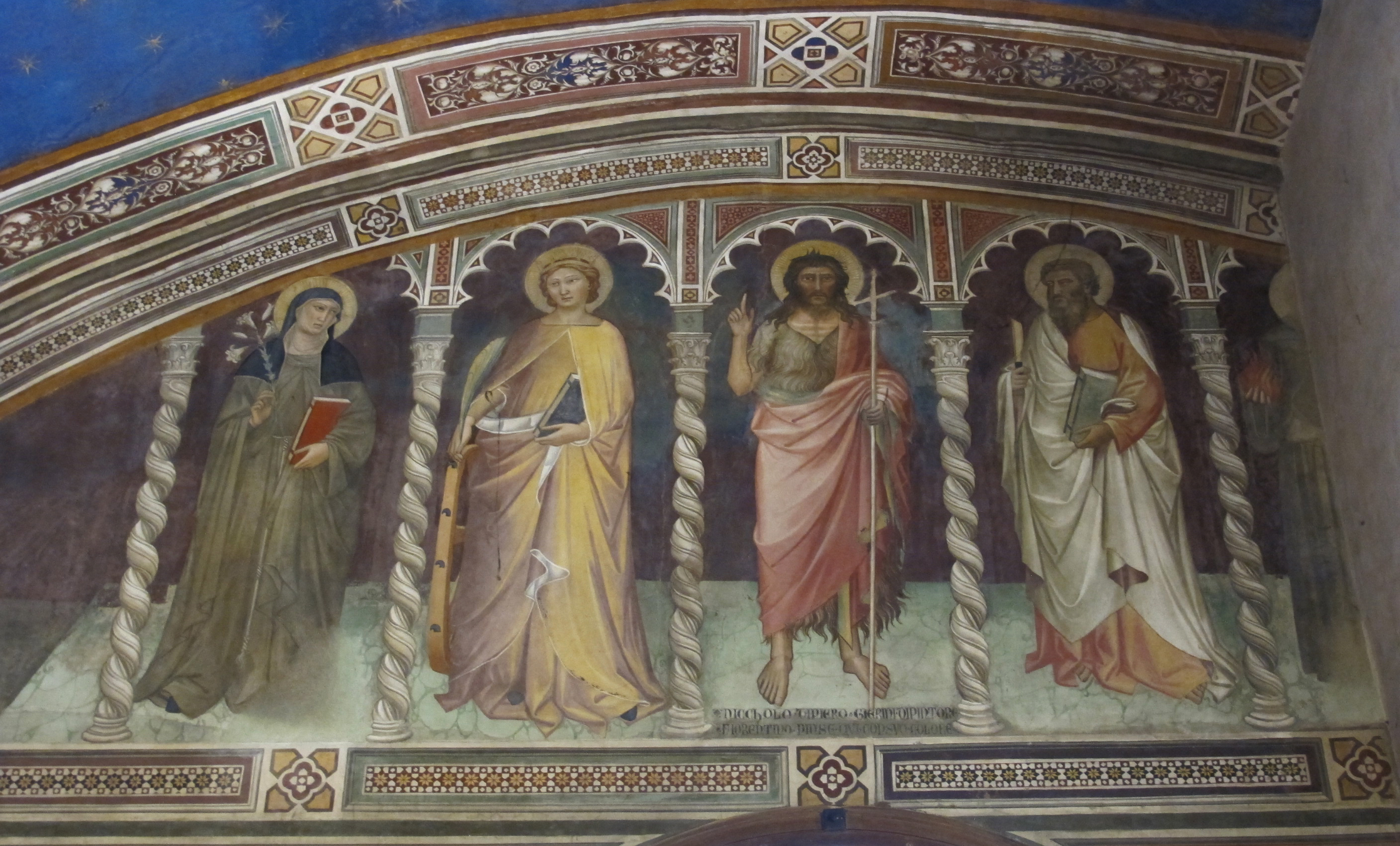
Affreschi della Cappella Migliorati

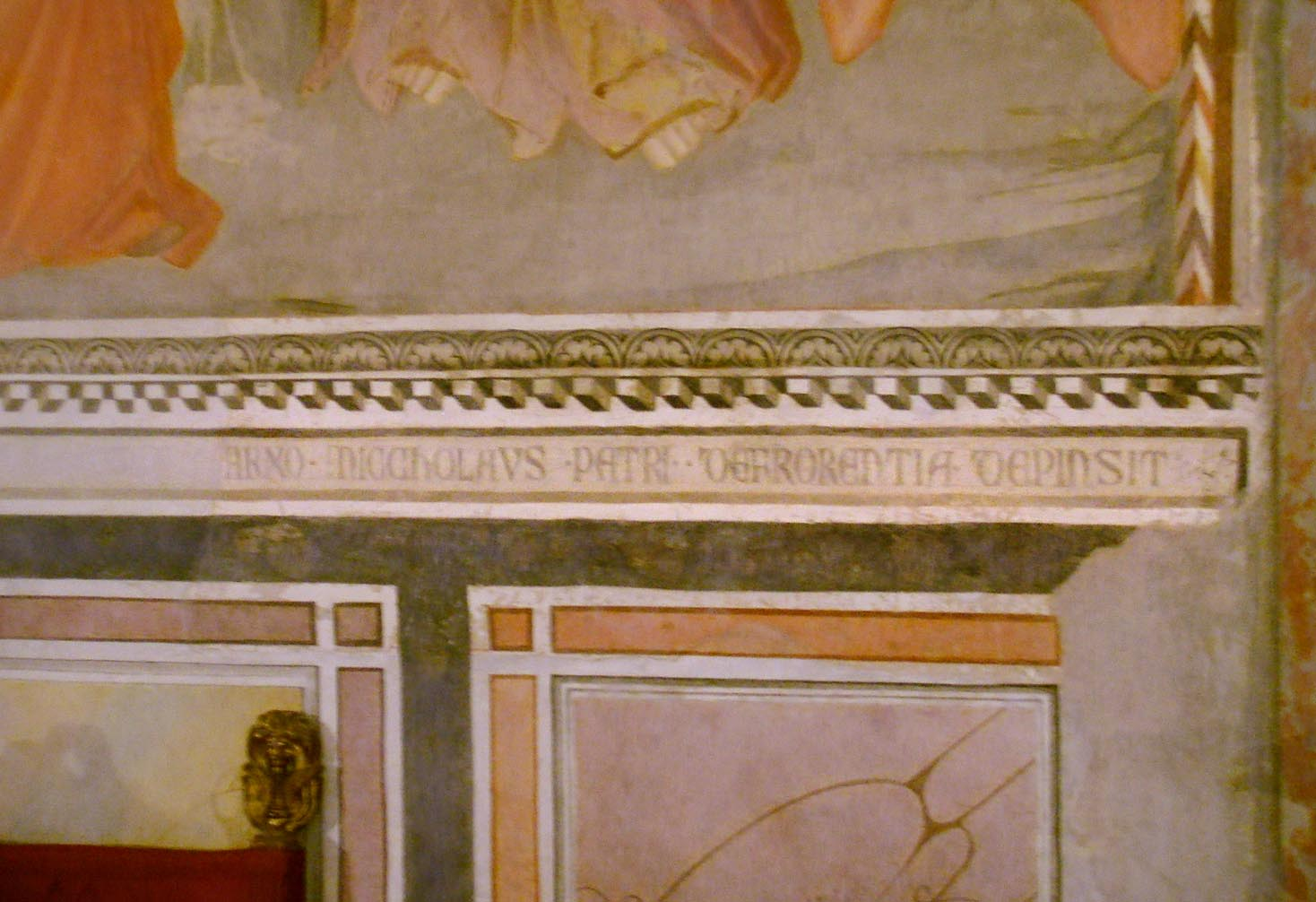
La firma di Niccolò Gerini, dalla Crocefissione nella sala capitolare della chiesa di Santa Felicita, Firenze

(Firma del pittore negli affreschi della Cappella Migliorati nel convento di San Francesco a Prato.)
Niccolò di Pietro Gerini (... – Firenze, 1415) è stato un pittore italiano, documentato dal 1368.

## Biografia e opere
Prolifico seguace del revival della scuola giottesca di fine secolo, operò nella tradizione di Taddeo Gaddi e dell'Orcagna. La sua opera si colloca nel periodo in cui a Firenze l'arte manifestò una certa stanchezza e calo di inventiva delle innovazioni introdotte da Giotto, verso un gusto più arcaizzante ed una produzione più seriale.
Fu pittore molto attivo, soprattutto nella decorazione ad affresco secondo il gusto allora predominante. Fra le prime opere di Niccolò Gerini conosciute:
- Ascensione e Resurrezione nella decorazione ad affresco della sacrestia della basilica di Santa Croce a Firenze con Scene della vita di Cristo (1380 circa), per le quali lavorarono anche Spinello Aretino e Taddeo Gaddi;
- la Consegna degli orfani ai genitori adottivi, affresco nella loggia del Bigallo del 1386 (oggi nel Museo del Bigallo);
- la Crocefissione nella sala capitolare della chiesa di Santa Felicita firmata e datata 1387;
- gli affreschi con Storie della passione di Cristo nella sala capitolare della chiesa di San Francesco a Pisa del 1392 (firmati);
- una Deposizione, nella chiesa di Sant'Ambrogio, Firenze.

Dipinse l'Incoronazione della Vergine (1380-1385) nella lunetta del Tabernacolo di Santa Maria della Tromba (che ospita una tavola di Jacopo del Casentino); e inoltre nel circondario fiorentino l'affresco visibile nel tabernacolo di Rimaggino, nell'omonima località del comune di Bagno a Ripoli, e quello nel tabernacolo di Rovezzano.
Tra il 1390 e il 1395 lavorò a Prato, dove affrescò il Palazzo Datini e la sala capitolare (o Cappella Migliorati) della chiesa di San Francesco (insieme a Lorenzo di Niccolò e Agnolo Gaddi). L'opera, anch'essa firmata, si colloca tra le sue più importanti.
Realizzò opere su tavola e tra queste:

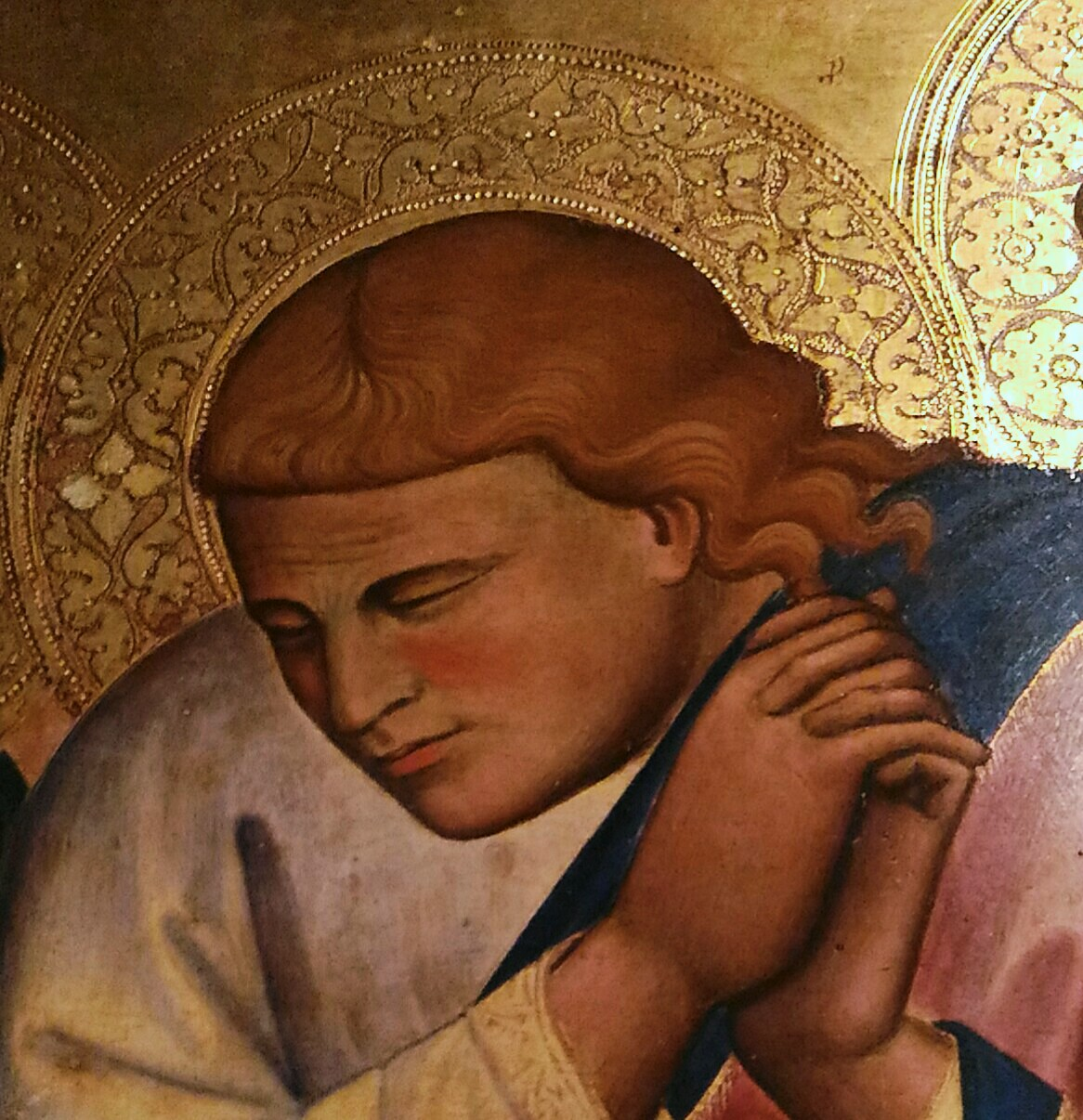
Particolare di un apostolo della composizione "Morte della Vergine" Tempera e oro su tavola, cm 244 x 201

- la Morte della Vergine del 1370-75 Firenze ora esposta alla Galleria nazionale di Parma
- il polittico raffigurante la Madonna col Bambino in trono tra angeli e santi, e l'adorazione dei Magi (1383) nella chiesa dei Santi Apostoli (con Jacopo di Cione);
- la Madonna col Bambino tra i santi Antonio abate, Giovanni Evangelista, Gregorio Magno e Leonardo, (1385 circa) nella Pinacoteca museo della collegiata di Sant'Andrea a Empoli;
- la Santissima Trinità con san Francesco e santa Maria Maddalena, 1385 circa (Firenze, Galleria dell'Accademia), opera di particolare rilievo;
- trittico col Battesimo di Cristo, del 1387, per il monastero camaldolese di Santa Maria degli Angeli (ora a Londra, National Gallery, cm 399 x 480);
- il Crocifisso della Cappella Castellani in Santa Croce, Firenze;
- la Crocifissione con i dolenti e san Francesco, eseguita per la Chiesa di San Sigismondo a Gaiole in Chianti verso il 1390-1395, attualmente presso la Pinacoteca Nazionale di Siena;
- la Crocifissione con San Francesco adorante e santi, 1390-1400 circa (Firenze, Galleria dell'Accademia);
- la Madonna col Bambino in trono e due santi, 1400 circa (Firenze, Galleria dell'Accademia);
- i Santi Ludovico e Orsola con san Girolamo, i Santi Marta e Stefano con san Zanobi e la predella con l'Ultima cena la Cattura di Cristo e la Deposizione (1401 circa) nella Pinacoteca museo della collegiata di Sant'Andrea a Empoli (con Lorenzo di Niccolò di Martino);
- l'Incoronazione della Vergine, angeli e santi, trittico per la chiesa di Santa Felicita (ora alla Galleria dell'Accademia), del 1401, eseguito con Lorenzo di Niccolò e Spinello Aretino;
- la Madonna col Bambino e santi, 1404 (Firenze, Galleria dell'Accademia)
- il Cristo in Pietà con i simboli della Passione; Il Redentore e santi; Le eseque di un confratello, 1404 –1408 circa (Firenze, Galleria dell'Accademia)
- la Madonna col Bambino e santi, 1410 circa (Firenze, Galleria dell'Accademia)

Appartengono ad un periodo decisamente maturo (1408 circa) gli affreschi con raffigurazioni di Santi sui pilastri di Orsanmichele, dove realizzò anche disegni per le vetrate sulle lunette delle trifore, dove propose un ciclo con Storie e miracoli della Vergine e dell'immagine miracolosa della Madonna di Orsanmichele (tra il 1395 e il 1405).
Tra le ultime opere si ricordano gli affreschi nelle corsie dell'Ospedale di Santa Maria Nuova di Firenze.
Nel febbraio 1416 risulta morto da poco e il figlio Bindo si occupò di completare una pala d'altare per la chiesa di Santa Verdiana a Firenze.

## Galleria d'immagini

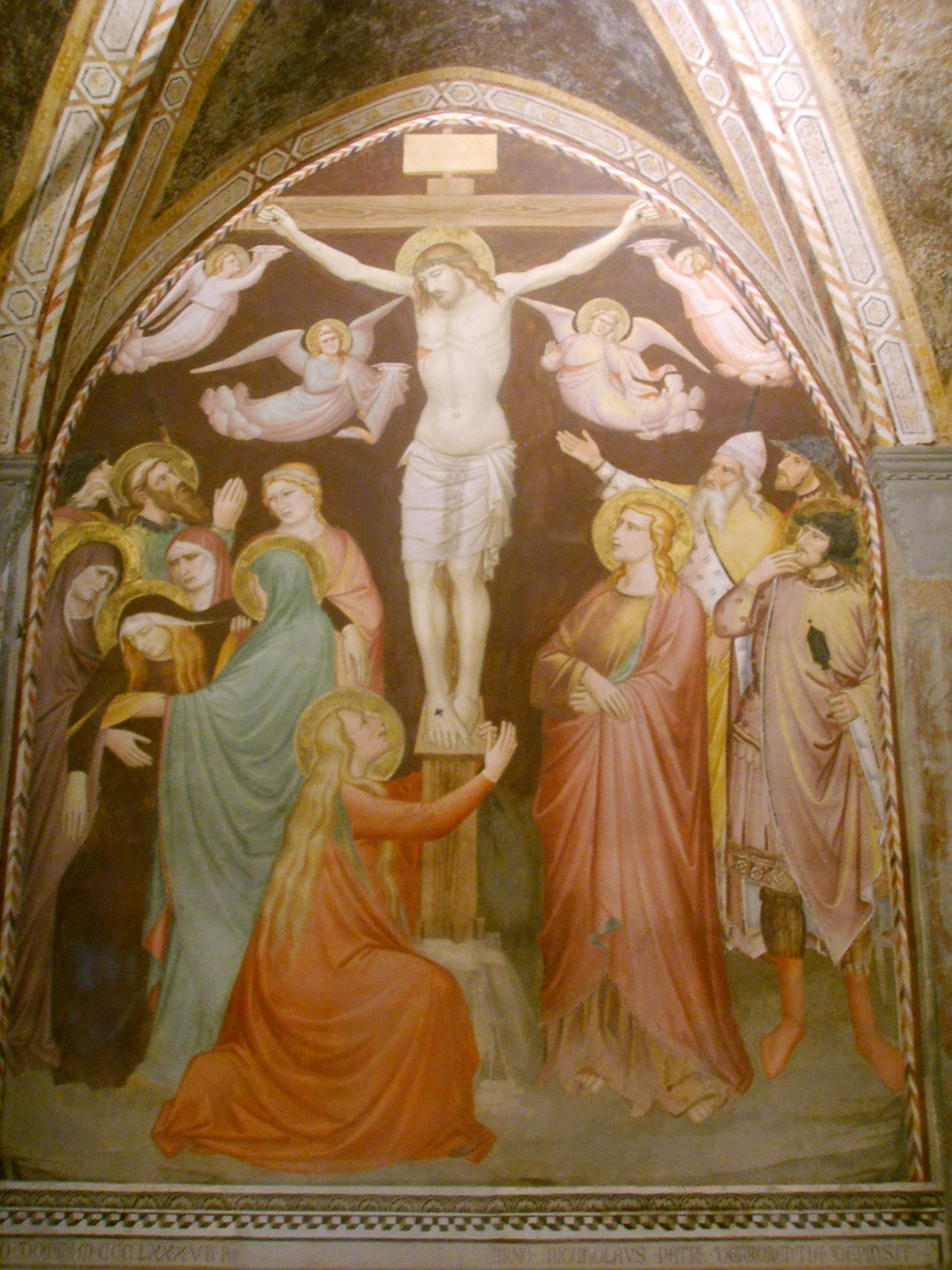
Crocefissione, Sala capitolare di Santa Felicita, Firenze
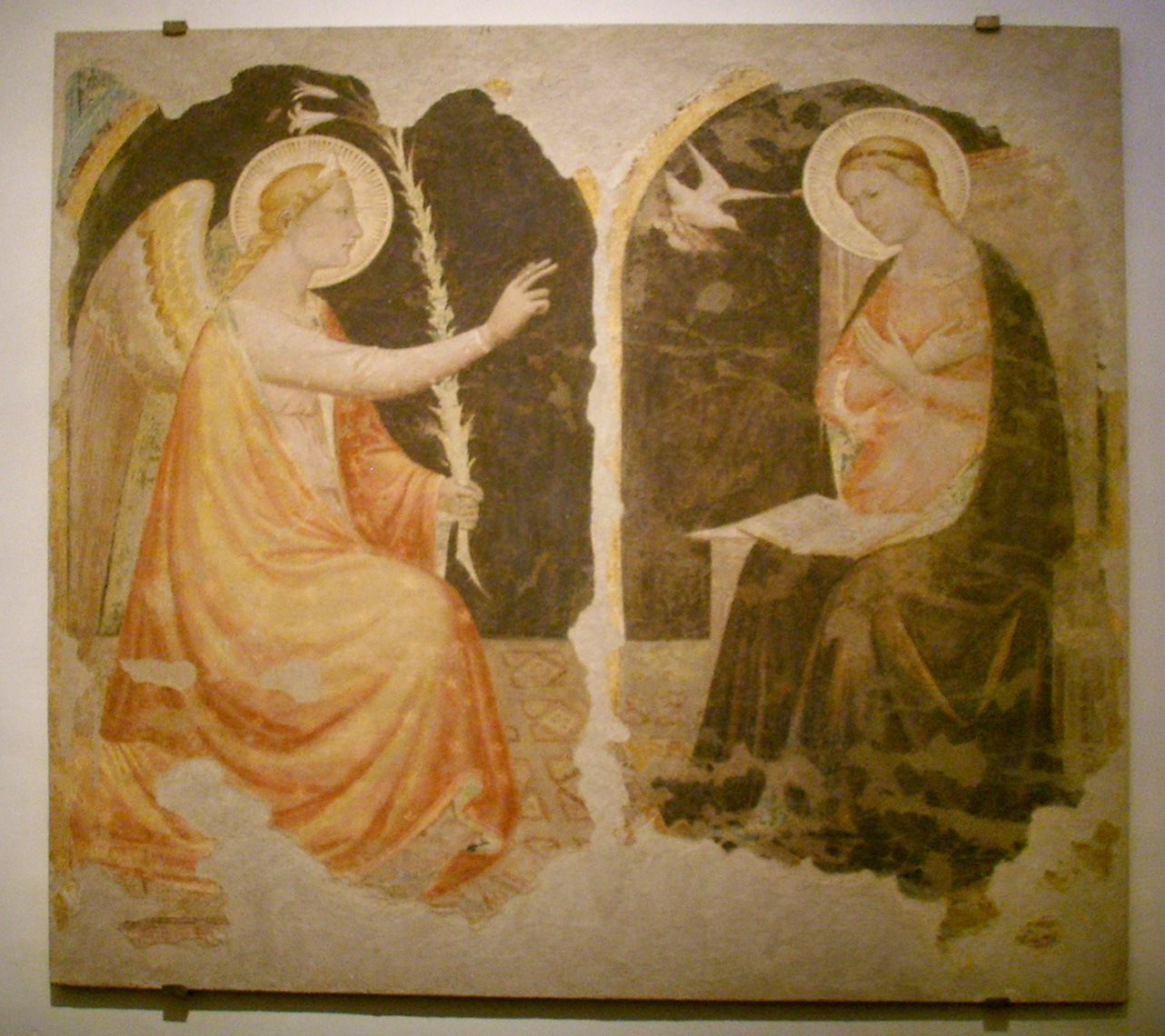
Annunciazione, chiesa di Santa Felicita, Firenze
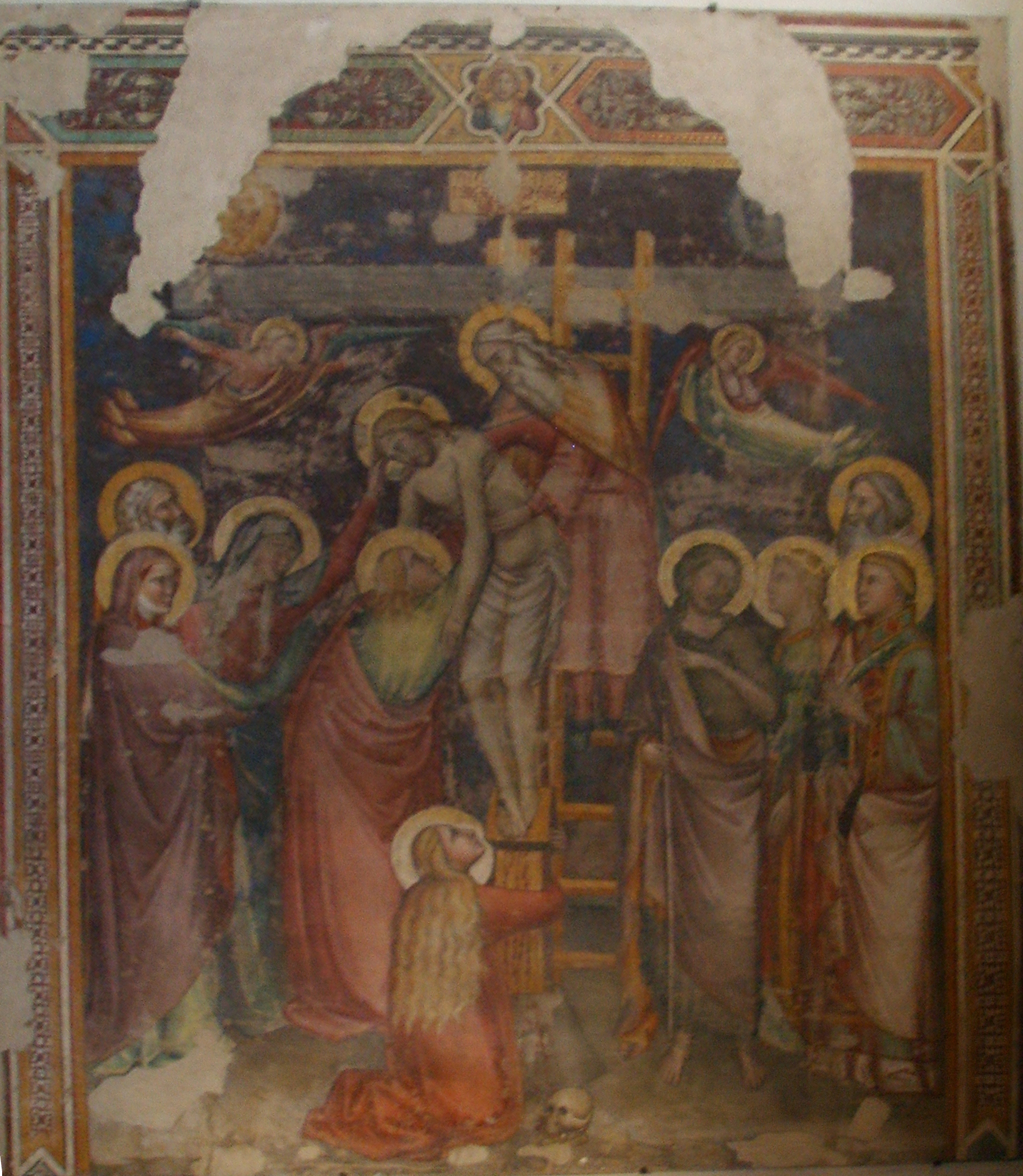
Deposizione, Chiesa di Sant'Ambrogio, Firenze
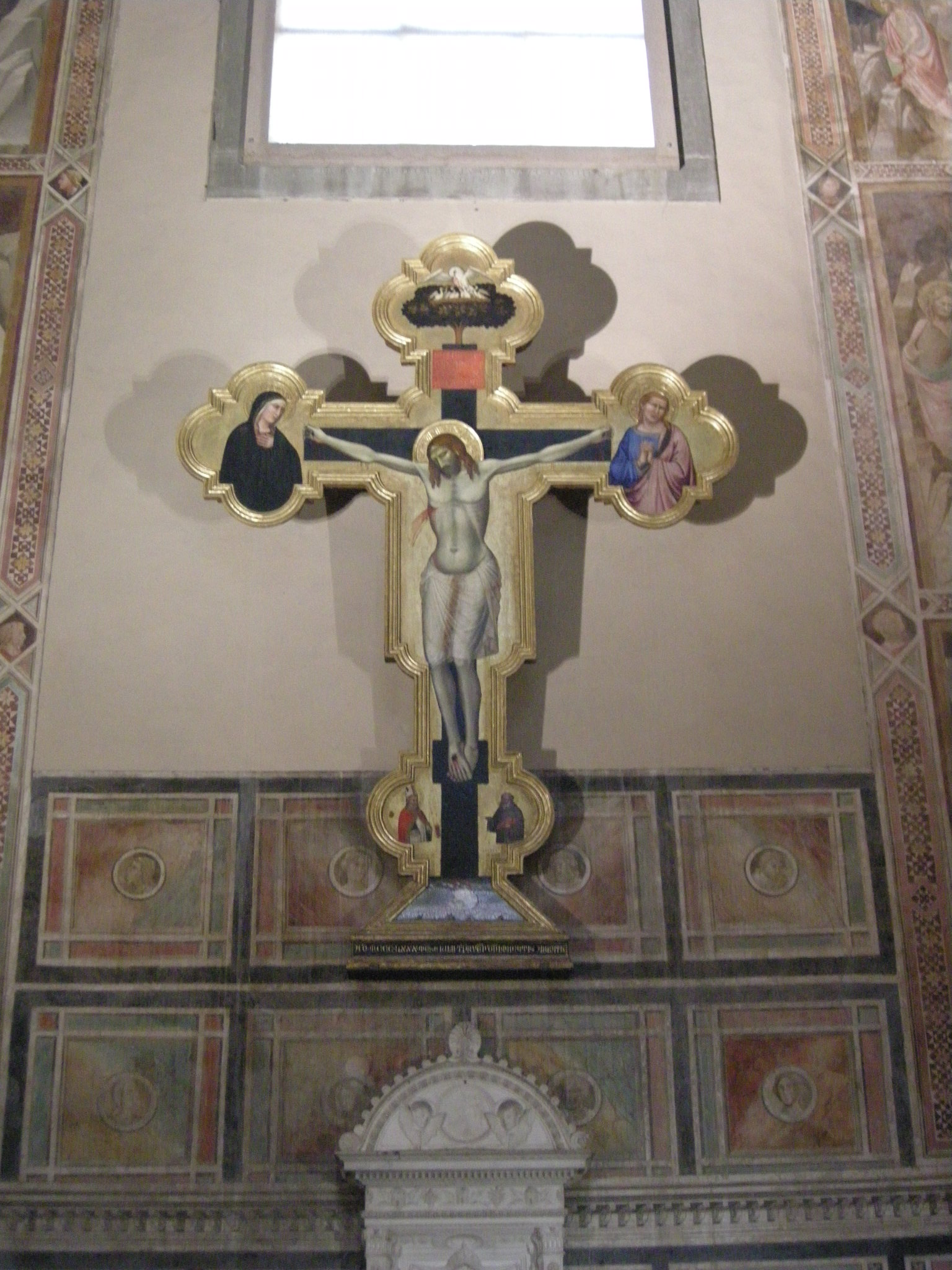
Crocifisso, Basilica di Santa Croce, Firenze